# Oscilador de Van der Pol

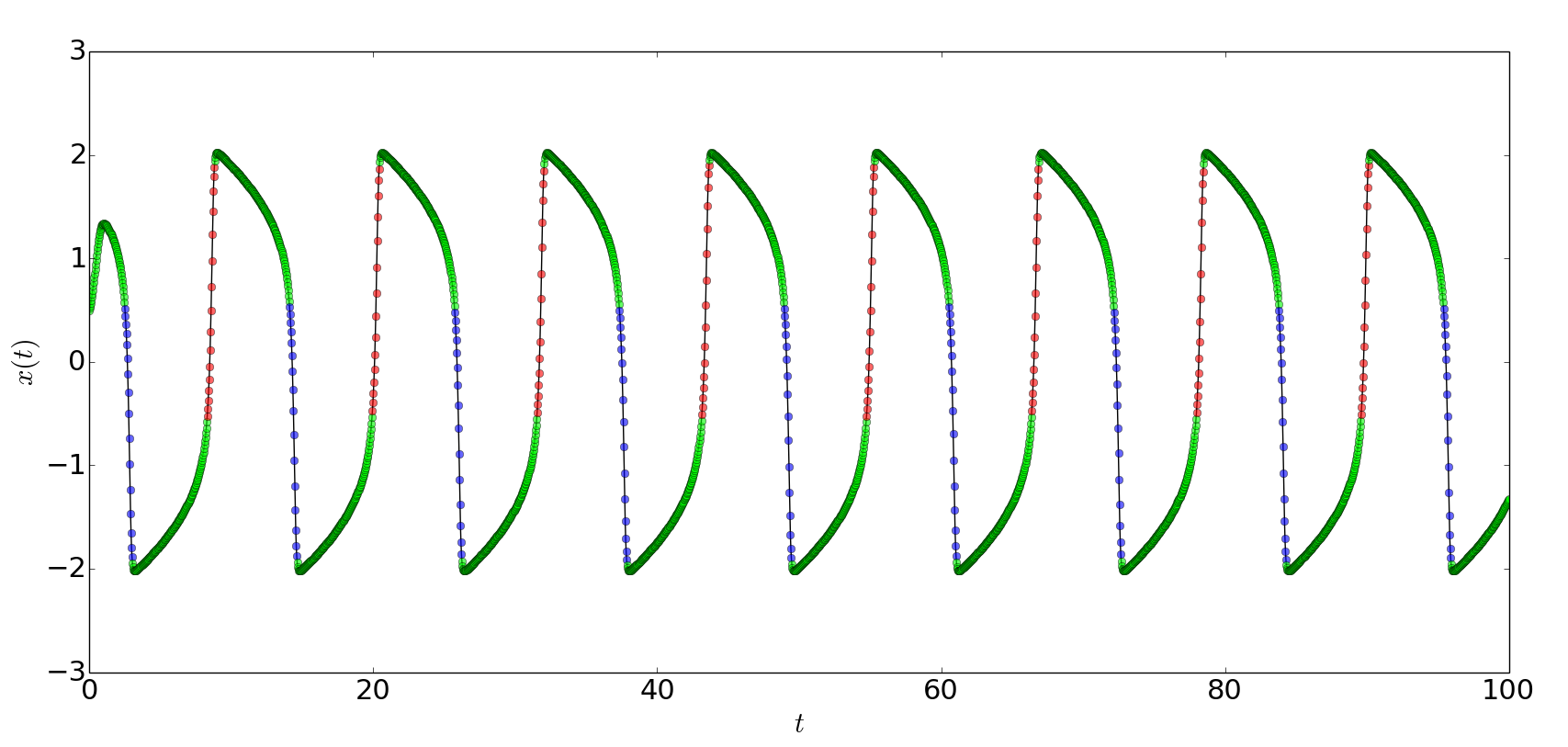
Exemplo de solução numérica do oscilador de Van der Pol, com. O intervalo de tempo entre cada círculo é o mesmo e suas cores são proporcionais a velocidade do oscilador no instante de tempo que representam. Círculos vermelhos possuem velocidades maiores que 0.25 vezes a velocidade máxima, círculos azuis possuem velocidades menores que 0.25 vezes a velocidade minima e círculos verdes possuem velocidades entre esses valores.

A equação de Van der Pol representa um oscilador com um termo de amortecimento não linear. Sua evolução no tempo é descrita pela equação diferencial de segunda ordem:
{\displaystyle {\frac {d^{2}x}{dt^{2}}}-\mu (1-x^{2}){\frac {dx}{dt}}+x=0}
onde {\displaystyle x(t)}  é a posição do oscilador e {\displaystyle \mu } mede a força do termo de amortecimento. No caso especial {\displaystyle \mu =0} recuperamos um oscilador harmônico simples.

## História
O oscilador de Van der Pol foi proposto em 1920 por Balthasar van der Pol.

Retrato de fase para o oscilador de Van der Pol com diferentes valores de.